# (2770) Tsvet
(2770) Tsvet – planetoida z pasa głównego asteroid okrążająca Słońce w ciągu 3 lat i 73 dni w średniej odległości 2,17 j.a. Została odkryta 19 września 1977 roku w Krymskim Obserwatorium Astrofizycznym w Naucznym na Półwyspie Krymskim przez Nikołaja Czernycha. Nazwa planetoidy pochodzi od Michaiła Cwieta (1872-1919), rosyjskiego botanika. Przed nadaniem nazwy planetoida nosiła oznaczenie tymczasowe (2770) 1977 SM1.